# خالد غلوم (لاعب ألعاب قوى)
خالد غلوم (مواليد 18 يناير 1958) هو رياضي كويتي. شارك في ألعاب القوى في الألعاب الأولمبية الصيفية 1980 – رمي المطرقة للرجال [الإنجليزية] في الألعاب الأولمبية الصيفية 1980.